# Andorra op de Paralympische Winterspelen 2014
Andorra was een van de landen die deelnam aan de Paralympische Winterspelen 2014 in Sotsji, Rusland. Er nam één sporter deel.

## Deelnemers en resultaten
(m) = mannen, (v) = vrouwen 

### Alpineskiën
| Paralympiër      | Onderdeel                 | Resultaat | Prestatie         |
| ---------------- | ------------------------- | --------- | ----------------- |
| Xavier Fernandez | Slalom, zittend (m)       | DNF       | Niet gefinisht    |
| Xavier Fernandez | Reuzenslalom, zittend (m) | DSQ       | Gediskwalificeerd |